# Ladies Night
Ladies Night è il terzo album in studio del girl group britannico Atomic Kitten, pubblicato nel 2003.

## Tracce
1. Ladies' Night – 3:08 (cover Kool & the Gang)
2. Be with You – 3:38
3. Don't Go Breaking My Heart – 3:43
4. If You Come to Me – 3:46
5. Believer – 3:46
6. Everything Goes Around – 3:06
7. Somebody like You – 3:57
8. Nothing in the World – 3:59
9. Always Be My Baby – 3:20
10. I Won't Be There – 3:53
11. Never Get Over You – 3:57
12. Don't You Know – 3:24
13. Loving You – 3:11
14. Don't Let Me Down – 3:40
15. Someone Like Me – 2:09